# Нижнебаканская
Нижнебака́нская — станица в Крымском районе Краснодарского края. Административный центр Нижнебаканского сельского поселения.
Названа по месту расположения — в нижнем течении реки Баканки, ныне мелководной и пересыхающей.

## География
Станица расположена в ущелье реки Баканка (ущелье названо по имени аварского хана Бакана, который разгромил там кабардинские войска) (составляющая Адагума), в горно-лесной зоне, в 10 км юго-западнее города Крымск, в области предгорий и средневысотных гор Большого Кавказа. Протяжённость 10 км в длину и 5 км в ширину. Железнодорожная станция Баканская на линии Крымск—Новороссийск. Федеральная автотрасса М-4.
Памятник участникам похода Таманской армии, установленный в 1963 году.

## История
В 1859 году на горе Кабзе был основан казачий форт Баканский, в приказе № 332 по Кавказской армии от 1 июля 1862 года говорится: «На реке Баканке у поляны Мезекашх утвердить наименование станица Нижнебаканская». К этому времени население станицы составляло 286 человек — переселенцы из станиц Новоджерелиевской, Кисляковской и Новокарасунской.
Многочисленные речушки и ручьи требовали больше количества мостов — в 1863 их было 15.
Недостаток пастбищных земель и сенокосов требовали усилий для организации зимовки скота: его приходилось перегонять то к Ольгинскому редуту, то к Крымской, что вызывало падёж скота, голодные зимы и смерть людей, особенно часто умирали от голода дети. В первые годы существования станицы частыми были нападения горцев, которые грабили и сжигали станицу, убивали и уводили в плен жителей.
В 1868 году есаул Евсеев первым в станице стал выращивать виноград. Появились первые пасеки, и прижилось пчеловодство.
С 1871 по 1888 населённый пункт числился как посёлок Нижнебаканский, в 1888 году восстановлен статус станицы.
К 1882 году населённый пункт разросся настолько, что располагался уже по обоим берегам реки, в нём было 75 дворов, 400 человек, среди них турецко-подданные греки, возделывавшие табак на общинных землях.
В 1888 году через Нижнебаканскую прошёл первый поезд Екатеринодар — Новороссийск, существенно изменивший жизнь станицы (сегодня это крупнейшая в крае товарная станция).
В 1934—1938 годах станица являлась административным центром Греческого национального района.
11 февраля 1958 года станица была преобразована в рабочий посёлок Нижнебаканский.
В 2001 году населённый пункт поменял статус рабочего посёлка на статус станицы и вернул название Нижнебаканская.
В августе 2002 года было первое наводнение по официальным данным из-за выпавшего смерча в горах. Пострадали дома, расположенные в низине. Были жертвы среди населения.
7 июля 2012 года станица сильно пострадала от наводнения: река Баканка, вышедшая из берегов, частично повредила бетонный мост, частично разрушила несколько домов и временно подтопила домохозяйства, расположенные вдоль реки. Одной из причин образования волны мог стать перелив через дамбу водохранилища в посёлке Жемчужный на реке Чубукова Щель, влившийся в Баканку и соединившийся в Нижнебаканской с потоком реки Барабашка (подробнее см.: Наводнение в Краснодарском крае (2012)).

## Население
| 1959 | 1970  | 1979  | 1989  | 2002  | 2010  | 2021  |
| ---- | ----- | ----- | ----- | ----- | ----- | ----- |
| 6325 | ↘6288 | ↘6135 | ↗6359 | ↗8538 | ↘8277 | ↗8590 |

В 2007 году числилось 8398 человек.

## Экономика
- Керамзитовый завод, комбинат стройматериалов.
- Виноградарство.